# Bruce Greenwood
Stuart Bruce Greenwood (12. kolovoza 1956.) je kanadski glumac i producent. Najpoznatiji je po ulogama američkih predsjednika u filmovima 13 dana, Nacionalno blago: Knjiga tajni i Kingsman: Zlatni krug, Bena Stevensona u drami Maov posljednji plesač te kapetana Christophera Pikea u novom filmskom serijalu Zvjezdanih staza redatelja i producenta J. J. Abramsa. Na televiziji, Greenwoodove najpoznatije uloge uključuju one Gila Garcettija u seriji Američka kriminalistička priča (podnsalova Narod protiv O. J. Simpsona) i Thomasa Veila u seriji Nowhere Man, a također se pojavljivao i u gostujućim ulogama u serijama Momci s Madisona, St. Elsewhere, Knots Landing i John From Cincinnati.
Greenwood se pojavio u mnogim sporednim ulogama u filmovima kao što su Hollywoodski murjaci, Dvostruki rizik, Deja Vu, Ja, robot, Večera s idiotom, Capote, Novine te kao izvanzemaljac "Cooper" u hitu Super 8. Osim filmskih i televizijskih uloga, Greenwood redovito posuđuje svoj glas i u animiranim filmovima, a njegove najpoznatije uloge u tom žanru uključuju one Chironea u kanadskoj animiranoj seriji Class of the Titans i Brucea Waynea/Batmana u animiranom filmu Batman: Under the Red Hood i seriji Young Justice.

## Osobni život
Stuart Bruce Greenwood rođen je u Rouyn-Norandi, Quebec (Kanada) kao sin medicinske sestre Mary Sylvije (rođ. Ledingham) i Hugha Johna Greenwooda, geofizičara i profesora rođenog u Vancouveru koji je predavao na sveučilištu Princeton. Oženjen je sa Susan Devlin, a živi u Los Angelesu.

## Karijera
Greenwood je najpoznatiji po ulogama u filmovima Zvjezdane staze, Ja, robot, Dvostruki rizik, Jezgra, 13 dana (u kojem je glumio predsjednika Johna F. Kennedyja), Capote (u kojem je glumio Jacka Dunphyja, ljubavnika Trumana Capotea), Antarktika (u kojem je glumio profesora Davisa McClarena) i Pas vatrogasac. Također je poznat i po videoigri Call of Duty: Modern Warfare 3 u kojoj je posudio glas liku Overlordu.
Greenwood je imao zapažene nastupe u nagrađivanim filmovima redatelja Atoma Egoyana Egzotika, Slatka budućnost i Ararat. Također se pojavio u tinejdžerskom kultnom filmu iz 80-ih The Malibu Bikini Shop, a nastupio je i u filmu Mee-Shee: The Water Giant. Godine 2005. odigrao je jednu od glavnih uloga u filmu Legenda o motoru, a pojavio se i u biografskom filmu o Bobu Dylanu Nema me. Godine 2010. odigrao je okrutnog direktora u filmu Večera s idiotom.
Što se televizije tiče, Greenwood je nastupao u serijama St. Elsewhere (kao dr. Seth Griffin od 1986. do 1988. godine), Knots Landing (kao Pierce Lawton od 1991. do 1992. godine), a u seriji Nowhere Man koja se prikazivala jednu sezonu imao je glavnu ulogu. Također je gostovao u popularnom kanadskom televizijskom showu Road to Avonlea. Za tu je ulogu osvojio nagradu Gemini u kategoriji "najboljeg gostujućeg glumca u seriji".
Dana 10. lipnja 2007. započeo je nastupati u HBO-ovoj seriji John From Cincinnati. Iste je godine glumio američkog predsjednika u filmskom hitu Nacionalno blago: Knjiga tajni. U filmu Summer Dreams: Story of the Beach Boys tumačio je Dennisa Wilsona, bubnjara popularne glazbene skupine Beach Boys. Godine 2009. u kritički hvaljenom filmu australskog redatelja Brucea Beresforda Maov posljednji plesač Greenwood je tumačio Bena Stevensona, umjetničkog voditelja baletne škole u Houstonu.
U horor trileru Ćelija 213 Greenwood je odigrao glavnu ulogu. Također je odigrao i glavnu ulogu u ABC-jevoj televizijskoj seriji The River koju je producirao Steven Spielberg, a 2012. godine reprizirao je ulogu admirala Christophera Pikea u filmu Zvjezdane staze: U tami redatelja J. J. Abramsa. Godine 2015. Greenwood je nastupio u sporednoj ulozi u posljednjoj sezoni serije Momci s Madisona.

## Vanjske poveznice
- Bruce Greenwood u internetskoj bazi filmova IMDb-u (engl.)